# Gwenaby
Nella mitologia gallese Gwenaby è la moglie di Llwyd ap Cil Coed.
Nel Terzo Ramo del Mabinogion il regno di Dyfed diventa una terra sterile. Pryderi, re di Dyfed, e sua madre Rhiannon scompaiono per un incantesimo. Manawydan, secondo marito di Rhiannon, semina il grano ma il raccolto viene rovinato da un gran numero di topi. Manawydan ne cattura uno grasso e lento. Lo giudica colpevole di furto e lo condanna all'impiccagione. Un chierico, un prete e un vescovo tentano di salvarlo, ma Manawydan pretende che la maledizione sia allontanata. Il vescovo accetta e rivela di essere Llwyd. Il topo è sua moglie Gwenaby, incinta. Llwyd ha trasformato lei e le sue servitrici in roditori per vendicare l'affronto di Rhiannon verso il suo amico Gwawl.